# Ойкасы (Ильинское сельское поселение)
Ойкасы́ (чув. Уйкас) — деревня в Моргаушском районе Чувашской Республики. Входит в состав Ильинского сельского поселения.

## География
Находится в северо-западной части Чувашии, на расстоянии приблизительно 19 км на север по прямой от районного центра села Моргауши.

## История
Известна с 1858 года как околоток деревни Малые Шешкары (ныне не существует), когда здесь было учтён 161 житель. В 1906 году был отмечен 51 двор и 217 жителей, в 1926 — 52 двора и 227 жителей, в 1939 — 203 жителя, в 1979 — 136. В 2002 году было 37 дворов, в 2010 — 28 домохозяйств. В 1930 году был образован колхоз «Волга», в 2010 действовало ООО «Волга».

## Население
Постоянное население составляло 100 человек (чуваши 98 %) в 2002 году, 70 — в 2010.